# Turm von Kamenez

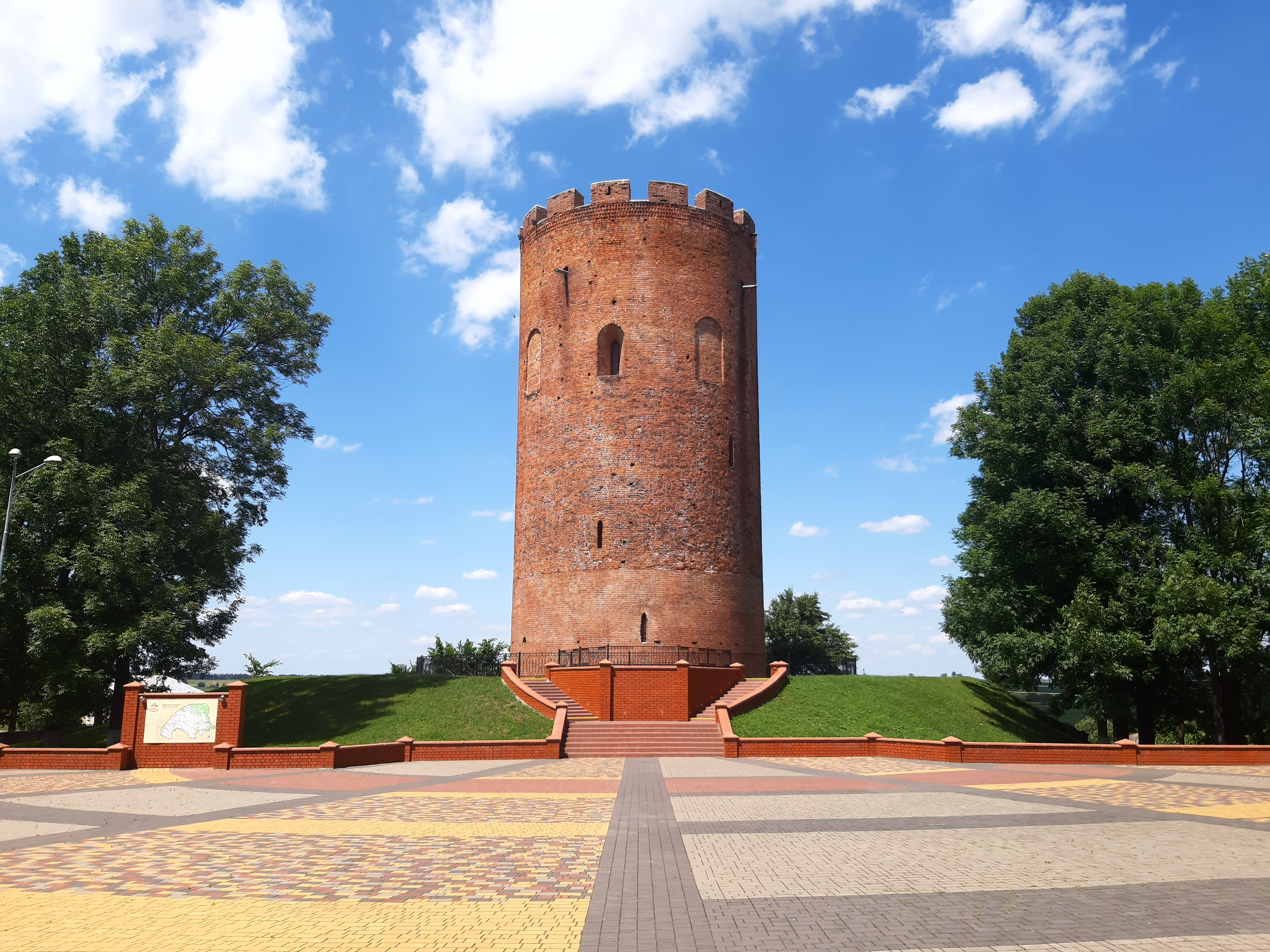
Der Turm von Kamenez

Der Turm von Kamenez (auch Weißer Turm genannt; belarussisch Белая вежа; Belaja Wescha) ist ein Befestigungsturm und gehört zu den Hauptsehenswürdigkeiten der belarussischen Stadt Kamenez.

## Geschichte

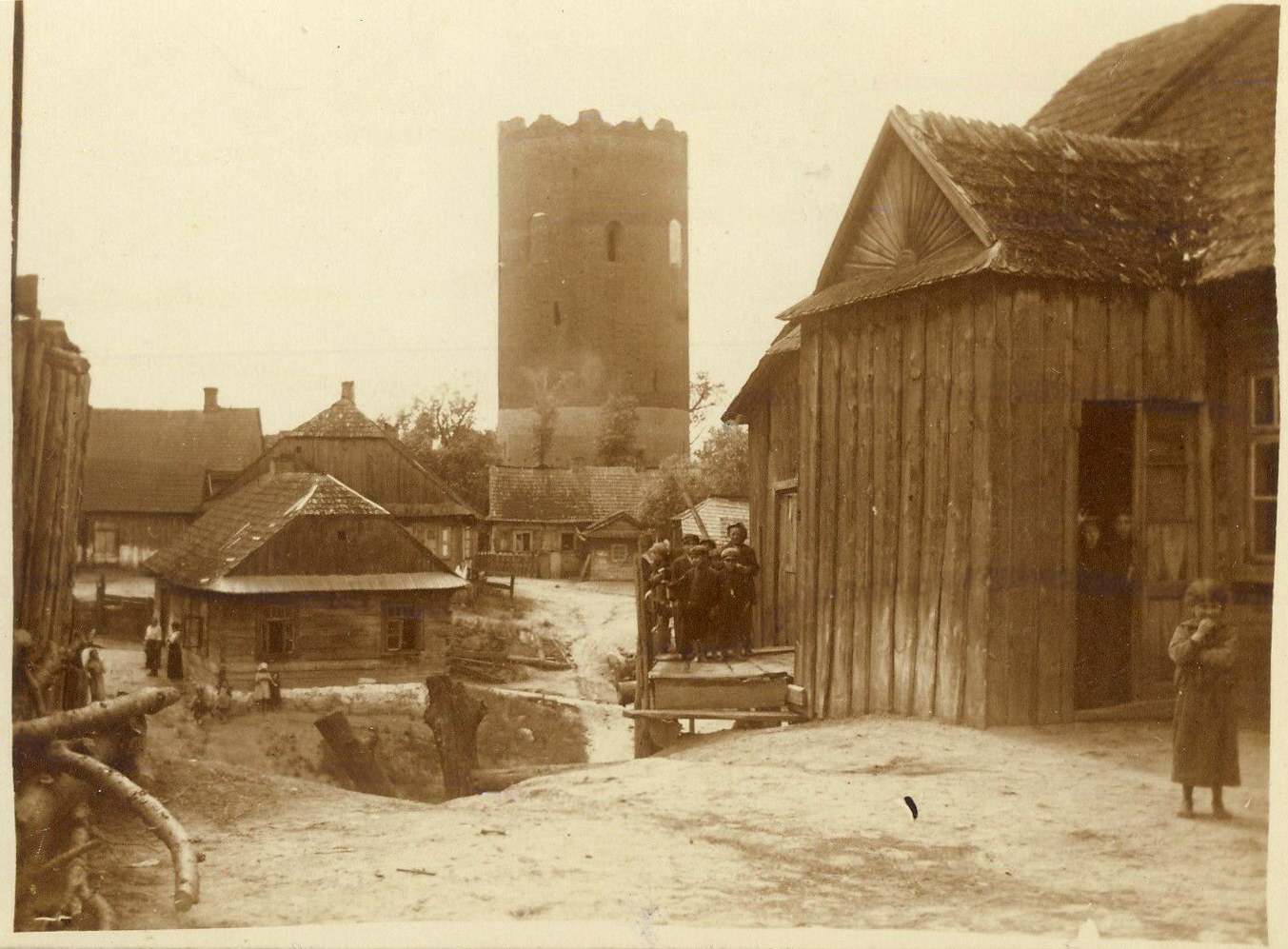
Der Turm von Kamenez, Anfang 20. Jahrhundert

Der Turm von Kamenez wurde zwischen 1276 und 1288 im Auftrag von Wladimir Wassilkowitsch, dem Fürsten von Halytsch-Wolhynien, erbaut. Die Planung wurde vom Architekten Aleksa übernommen. Ähnliche Türme wolhynischen Typs waren auch in anderen Städten wie Brest, Hrodno, Nawahrudak, Turau, Chełm, Sambor und Staryj Tschortoryjsk vorhanden. Außer dem Turm von Kamenez blieb nur der Turm von Stołpie (heute Polen) bis in die Gegenwart erhalten.
Der Kamenezturm überstand die Angriffe des Deutschen Ordens zwischen dem 14. und 17. Jahrhundert und Überfälle vonseiten polnischer und litauischer Fürsten sowie Kriege zwischen der Republik Polen-Litauen, Schweden und Russland.
Im 19. Jahrhundert verlor der Turm seine defensive Bedeutung und wurde vernachlässigt. Im Jahr 1822 wurde vorgeschlagen das Ziegelmauerwerk zu zerlegen, allerdings verwandelte sich dieses mit der Zeit in Stein.
Die Überreste der Erdhügel, auf denen der Turm stand, verschwanden im Zuge seiner Restauration 1903. Zudem wurde ein Steinwall um den Turm herum gebaut. In den 1950er-Jahren wurde der Kamenezturm geweißt und der Boden mit Steinen gepflastert. Weitere Restaurierungsarbeiten fanden in den Jahren 1968 bis 1973 sowie 1996 bis 2003 statt. Heute befindet sich im Turm ein Museum.
Von 2004 bis 2015 befand sich der Turm von Kamenez auf der Tentativliste des UNESCO-Welterbes in Belarus.

## Beschreibung
Der Turm teilt einige Merkmale der Donjon-Türme, die im 12. und 13. Jahrhundert in Westeuropa erbaut wurden. Es handelt sich um einen fünfstufigen Rundbau, der eine Höhe von 30 Metern, eine Dicke von 2,5 Metern sowie einen Außendurchmesser von 13,6 Meter besitzt. Das Fundament ist 2,3 Meter hoch und hat einen Durchmesser von 16 Metern. Er besteht aus dunkelroten und gelblichen Steinen.
Der Turm wurde zu Verteidigungszwecken erbaut, weshalb ihm architektonische und dekorative Elemente fehlen.